# ブロンド・ライフ
『ブロンド・ライフ』（原題：Life or Something Like It）は、2002年制作のアメリカ合衆国のロマンティック・コメディ映画。アンジェリーナ・ジョリー主演。彼女は第23回ゴールデンラズベリー賞 最低主演女優賞にノミネートされた。

## あらすじ
シアトルのテレビ局の花形リポーターレイニー・ケリガンは、名声を得、豪華なマンションに住み、大リーグシアトル・マリナーズのスター選手カル・クーパーと交際するなど、自分の人生は完璧であると絶対的な自信を持っていた。
しかしある日、仕事で取材に行った預言者ジャックから「お前は1週間後に死ぬだろう」と宣告を受けてしまう。レイニーはこれをきっかけに不安を覚え、「人生で最も大切なものは何なのか」と自問を始める。

## キャスト
| 役名               | 俳優                     | 日本語吹替 |
| ------------------ | ------------------------ | ---------- |
| レイニー・ケリガン | アンジェリーナ・ジョリー | 石塚理恵   |
| ピート・スカンロン | エドワード・バーンズ     | 桐本琢也   |
| ジャック           | トニー・シャルーブ       | 世古陽丸   |
| カル・クーパー     | クリスチャン・ケイン     | 坪井智浩   |
| パット・ケリガン   | ジェームズ・ギャモン     | 松井範雄   |
| アンドレア         | メリッサ・エリコ         | 湯屋敦子   |
| デボラ・コナーズ   | ストッカード・チャニング | 宮寺智子   |
| デニス             | グレゴリー・イツィン     | 内田直哉   |
| キャリー           | アマンダ・タッピング     | よのひかり |

その他の日本語吹替え声優: 唐沢潤、星野充昭、佐藤しのぶ、手塚秀彰、諸角憲一、坂東尚樹、佐藤晴男、佐藤祐四、細野雅世、飯島肇、重松朋、戸田亜紀子、竹田雅則、青木誠